# Milton Humason
Milton Lasell Humason (19. srpna 1891 – 18. června 1972) byl americký astronom. Narodil se v Dodge Center v Minnesotě.

## Život
V mládí opustil školu, tím nezískal žádné formální vzdělání ve věku starším než 14 let. Protože miloval hory a zvláště Mount Wilson, stal se "mezkařem" s materiálem a vybavením do hor v průběhu stavby observatoře Mount Wilson. V roce 1917 se stal na hvězdárně vrátným. Ze zájmu se uvolil být v noci asistentem na observatoři. Jeho technické dovednosti a klidné chování z něj udělalo oblíbeného pracovníka observatoře. George Ellery Hale, který uznal jeho talent z něj v roce 1919 učinil na Mount Wilsonu zaměstnance. To bylo bezprecedentní, jelikož neměl potřebné vzdělání, neměl ani maturitu. Přesto se ukázalo, že Haleovo rozhodnutí bylo správné, protože i bez potřebného vzdělání Humason učinil několik klíčových pozorovacích objevů. Stal se známý jako pečlivý pozorovatel při získávání fotografií a obtížných spektrogramů slabých galaxií. Tehdy interpretoval pozorovaný Dopplerův posuv jako zdánlivé rychlosti. Jeho pozorování významně přispěla rozvoji fyzikální kosmologie, včetně pomoci Edwinu Hubbleovi při formulování Hubbleova zákona. V roce 1950 získal titul doktora věd na Lundské univerzitě. Do penze odešel v roce 1957.
Objevil kometu C/1961 R1 (Humason), pozoruhodný pro její velmi vzdálené přísluní.
Během své kariéry promarnil šanci na objevení Pluta. Jedenáct let předtím, než učinil objev Pluta Clyde Tombaugh měl Humason sadu čtyř fotografií na kterých se objevil obraz Pluta objevil. Přetrvávají spekulace, že objev trpasličí planety neučinil, protože ji považoval za vadu na fotografické desce. To je ale nepravděpodobné, vzhledem k tomu, že se objekt objevil na čtyřech samostatných fotografiích ze tři různých nocí. Část práce provedená Humasonem byla připsána Hubbleovi, tito dva astronomové totiž mnoho let pracovali společně.
Zemřel v Mendocino v Kalifornii.

## V populární kultuře
V populárním dokumentárním cyklu Cosmos: Cesta do neznáma astronoma Carla Sagana je Humasonův život a jeho práce zobrazeny v epizodě 10: Okraj věčnosti.

## Vyznamenání
- Jeho jmeno nese kráter Humason na Měsíci a také "Humasonovy-Zwickyho hvězdy".[4]